# Heinrich Brüning
Heinrich Brüning (fil), född den 26 november 1885 i Münster, död den 30 mars 1970 i Norwich, Vermont, USA, var en tysk ekonom och politiker (Centrumpartiet). Han var rikskansler 1930–1932.

## Biografi

### Uppväxt
Brüning föddes i Münster i en katolsk och djupt religiös familj; fadern, som var livsmedelsfabrikör och vinhandlare, dog när han var ett år gammal. Han ville först bli jurist och studerade en mångfald olika ämnen, bland annat filosofi, historia och statsvetenskap vid Münchens och Strassburgs universitet samt vid London School of Economics and Political Science. Han doktorerade slutligen i nationalekonomi. Under första världskriget tjänstgjorde han som frivillig och dekorerades med Järnkorset av första och andra klassen.

### Vägen till makten
Efter kriget arbetade Brüning bland annat på det preussiska socialdepartementet och var aktiv inom olika kristna fackföreningar. Brüning lade under 1920-talet grunden för vad som efter andra världskriget skulle bli den tyska kristdemokratin. Brünings parti, det katolska Centrumpartiet, skulle bli den bas på vilken CDU byggdes efter kriget.
År 1924 invaldes Brüning i den tyska riksdagen för Centrumpartiet, som representant för Breslau (idag Wrocław) i Schlesien, idag i Polen. I riksdagen gjorde han sig snabbt ett namn som ekonomisk expert och drev igenom flera reformer som det så kallade Junktimet tillsammans med finansminister Paul Moldenhauer: Centrumpartiet skulle endast rösta för Youngplanen om samtidigt även balanserande stimulans- och sparåtgärder infördes, det vill säga om budgetunderskottet inte endast bekämpades på bekostnad av ekonomins konkurrenskraft och av den allt fattigare och i allt högre grad arbetslösa befolkningen. Genom denna konsekvent bedrivna politik blev även rikspresidenten Paul von Hindenburg uppmärksam på Brüning.

### Utnämning till rikskansler

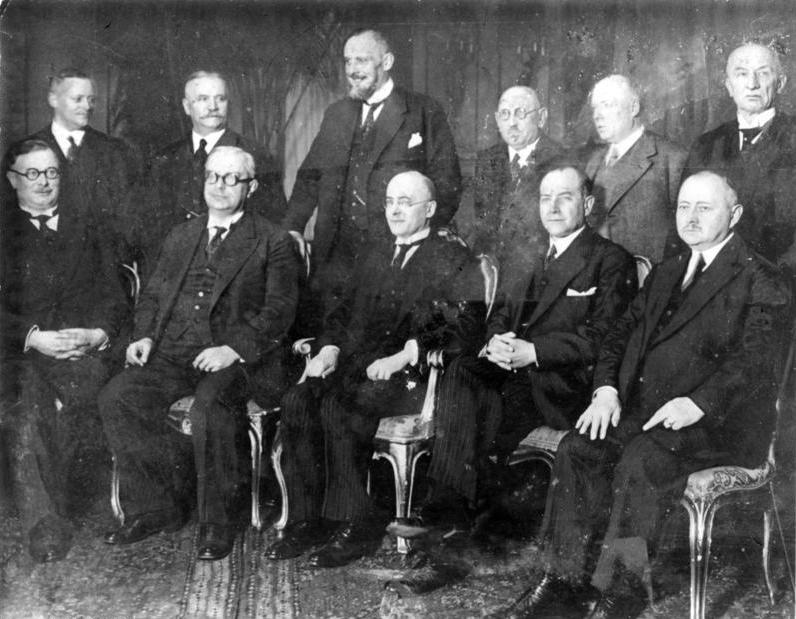
Tysklands regering under Brüning den 31 mars 1930: sittande från vänster till höger inrikesminister Joseph Wirth (Zentrum), ekonomiminister Hermann Dietrich (DDP), rikskansler Brüning, utrikesminister Julius Curtius (DVP), postminister Georg Schätzel (BVP), stående från vänster till höger: ministern för Elsass-Lothringen Gottfried Reinhold Treviranus (Konservative Volkspartei), lantbruksminister Martin Schiele (DNVP), justitieminister Johann Viktor Bredt (Wirtschaftspartei), arbetsminister Adam Stegerwald (Zentrum), finansminister Paul Moldenhauer (DVP), trafikminister Theodor von Guérard (Zentrum). Riksförsvarsminister Wilhelm Groener saknas på bilden

Heinrich Brüning utsågs år 1930 med stöd av Paul von Hindenburg till rikskansler med uppdrag att bilda ny regering efter den socialdemokratiske rikskanslern Hermann Müllers avgång. Regeringens främsta uppgift blev att sanera den inhemska ekonomin. Tyskland hade efter första världskriget fortfarande ett handelsöverskott, men de stora krigsskadestånden ledde till ett enormt budgetunderskott. År 1929 års amerikanska börskrasch och den därpå följande den stora depressionen hade redan fått stark effekt även i Europa och i Tyskland och Youngplanen krävde jämte de enorma krigsskadestånden samtidigt en stabil tysk valuta. Därför kunde varken riksmarken devalveras eller inflateras eller ekonomin stimuleras med nödvändiga konjunkturprogram och stimulansåtgärder.  
Brüningregeringens ursprungliga ekonomiska saneringsprogram, som utformats av finansminister Paul Moldenhauer och innehöll starka inslag både av vad som senare skulle komma att kallas keynesiansk ekonomi och av starka besparingsåtgärder röstades ner av riksdagen genom dess radikala högerelement, ledda av DNVP med partiledaren Alfred Hugenberg. Brüning försökte därefter att komma överens inom sin regering om en kompromisslösning, vilket ledde till finansministerns avgång. Brünings utspädda ekonomiska kompromissprogram röstades därefter igenom med stöd även av parlamentets radikala flank. För att säkra framgången hade Brüning även sökt att aktivera icke-väljare och förstagångsväljare till att engagera sig, vilket senare ledde till att över fem miljoner ytterligare väljare deltog i riksdagsvalen 1931. Dock blev det de höger- och vänsterradikala partierna som skördade den stora majoriteten av dessa nya väljare.

### Rikskansler
Brünings ämbetstid som rikskansler kännetecknades av parlamentarisk kris och starka framsteg för både nazisterna och kommunisterna, trots att Brüning var en av Adolf Hitlers absolut starkaste motståndare. En bidragande orsak till att Brünings regering inte lyckades bekämpa nazisterna var att Brüning inte lyckades få en enad parlamentarisk majoritet bakom sig. Regeringens politik angreps från höger av det konservativa DNVP och från vänster av socialdemokraterna och kunde endast sitta kvar i regeringsställning med presidentens stöd.
Brünings utrikespolitik som kansler gick ut på samma sak som många av hans föregångare: att försöka naturalisera Tyskland internationellt efter första världskriget samt att bli av med krigsskadeståndet.
I det tyska rikspresidentvalet 1932 kampanjade Brüning och Centrumpartiet med kraft för Hindenburg som president, mot Hitlers kandidatur. Hindenburg återvaldes, men valresultatet blev inte vad Brüning hade räknat med. Påverkad av sin närmaste krets ("kamarillan") med Kurt von Schleicher i spetsen drog Hindenburg längre åt höger efter omvalet och den 30 maj 1932 bad rikspresident von Hindenburg Brüning att avgå som rikskansler. 
Brüning fortsatte att bekämpa nazisterna i riksdagen, och han var en hätsk motståndare till sin efterträdare Franz von Papen som försökte föra en modererande politik gentemot Hitler och som bland annat därför släppt in nazisterna i sitt kabinett. Att Hitler utnämndes till rikskansler i januari 1933 såg Brüning som en katastrof.

### Efter nazisternas makttillträde
Brüning uppträdde passivt efter nazisternas maktövertagande. Han gjorde inget försök att samla den majoritet tyskar som röstat mot Hitler. Efter att hans eget parti hade tvingats upplösas i juli 1933 flydde Brüning till Storbritannien 1934. Efter andra världskrigets utbrott emigrerade Brüning till USA där han blev lärare vid Harvard University. Fram till attacken mot Pearl Harbor i december 1941 arbetade Brüning för att få USA att gå med i kriget på de allierades sida. 
År 1952 återvände Brüning för en kort tid till Tyskland och bosatte sig i Köln, men han kunde aldrig vänja sig vid det efterkrigstida Tyskland och han återvände kort efteråt till USA där han avled år 1970. Heinrich Brüning ligger begravd i sin födelsestad Münster.

### Webbkällor
- ”Biographie: Heinrich Brüning, 1885–1970” (på tyska). Deutsches Historisches Museum. Arkiverad från originalet den 20 september 2012. https://www.webcitation.org/6ApIRQgbB?url=http://www.dhm.de/lemo/html/biografien/BrueningHeinrich/index.html. Läst 20 september 2012.